# Romeins theater van Volterra
Het Romeinse theater van Volterra is een antiek theater in de Italiaanse plaats Volterra.

## Geschiedenis
Volaterrae koos na de Romeinse Burgeroorlog tussen Marius en Sulla de zijde van de eerste. Na de overwinning van Sulla werd de stad zwaar bestraft en verloor al zijn rechten. De invloedrijke familie Caecina wist met hulp van hun goede vriend Cicero echter al snel een groot deel van de sancties ongedaan te krijgen. Tegen het einde van de 1e eeuw v.Chr. was de stad weer opgebloeid en als symbool hiervan lieten de Caecinae een theater bouwen naar Romeins voorbeeld.
Vermoedelijk werd het theater in de vierde eeuw gesloten. Na de sluiting verviel het gebouw en in de middeleeuwen werden de restanten afgebroken om de stenen en zuilen als bouwmateriaal voor nieuwe bouwwerken te kunnen hergebruiken.

## Het gebouw
Het theater werd tegen de helling van een heuvel gebouwd, zodat de cavea op natuurlijke wijze wordt ondersteund. Beneden gaven twee gangen aan beide zijden van het podium toegang tot de cavea. Boven in het theater lag een terras aan de achterzijde van de tribune, waar door drie ingangen de cryptoporticus boven de zitplaatsen betreden kon worden. Er waren 19 rijen zitplaatsen, die via stenen trappen konden worden bereikt. Het podium en de podiummuur (scaenae frons) waren rijkelijk versierd. Voor de scaenae frons stonden twee verdiepingen marmeren zuilen met kapitelen in de Korinthische orde. Aan weerszijden van het houten podium stonden kleedkamers. Het podium was voorzien van een groot gordijn, dat op mechanische wijze kon worden opgerold.
Direct achter het theater werd in de 4e eeuw een thermencomplex gebouwd, maar mogelijk was het theater toen al gesloten en werd het podiumgebouw in de thermen geïntegreerd.

## Opgravingen en restauratie
Gedurende de eeuwen waren de restanten van het theater onder een laag aarde verdwenen. Pas in 1951 werd onder leiding van de plaatselijk archeoloog Enrico Fiumi een opgraving gehouden waarbij het theater en de gebouwen in de direct omgeving werden blootgelegd. Het theater is deels gerestaureerd. Zo is een klein deel van de scaenae frons met enkele zuilen gereconstrueerd.